# Fred Nelson de Oliveira
Fred Nelson de Oliveira, meglio noto come Fred (Salvador, 22 luglio 1986), è un ex calciatore brasiliano, di ruolo centrocampista.

## Carriera

### Club
Ha collezionato quasi 100 presenze nella massima serie moldava con varie squadre.